# 선교사 스윗즈 주택
선교사 스윗즈 주택(宣敎師 스윗즈 住宅)은 스윗즈를 비롯한 선교사들이 거주하던 대한제국 시대의 건물이다. 1989년 6월 15일 대구광역시 유형문화재로 지정되었다.

## 개요
대구에서 본격적인 선교활동이 이루어지던 1906년부터 1910년경에 건축된 사택으로, 스윗즈 여사를 비롯해 계성학교 4대 교장인 헨더슨, 계명대학교 초대학장인 캠벨 등의 선교사들이 거주했다.
전통 한식과 양식의 조화가 잘 어우러진 건물로, 1736년 조선 영조대 대구읍성 축조때 사용된 성돌(城石 : 대구읍성 철거시 가져와 사용)로 바른층 쌓기 기초를 하고 그 위에 붉은 벽돌을 길이 쌓기와 1단 마구리로 쌓았다. 지붕은 한식 기와를 이은 박공지붕이었으나 함석으로 개조되었다가 다시 기와지붕으로 개조되었다.
1981년 동산의료재단에서 인수하여 현재는 선교박물관으로 이용되고 있다.
1층에는 각종 성경과 선교유물, 기독교의 전래 과정 등의 사진 자료와 2층에는 성막 모형 및 이스라엘 현지에서 구입한 구약 ㆍ신약 관련 소품들을 관람할 수 있다.

## 사진

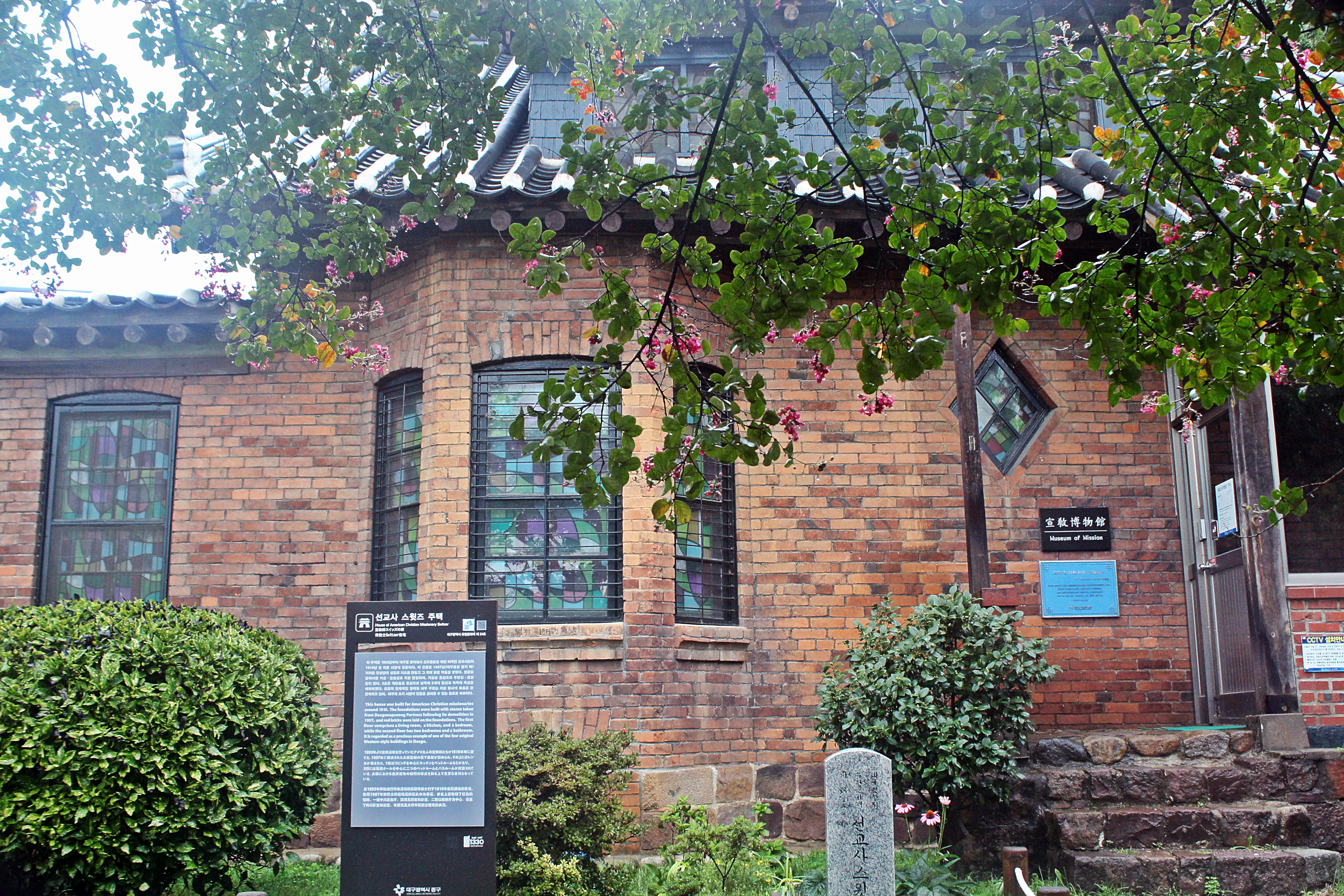
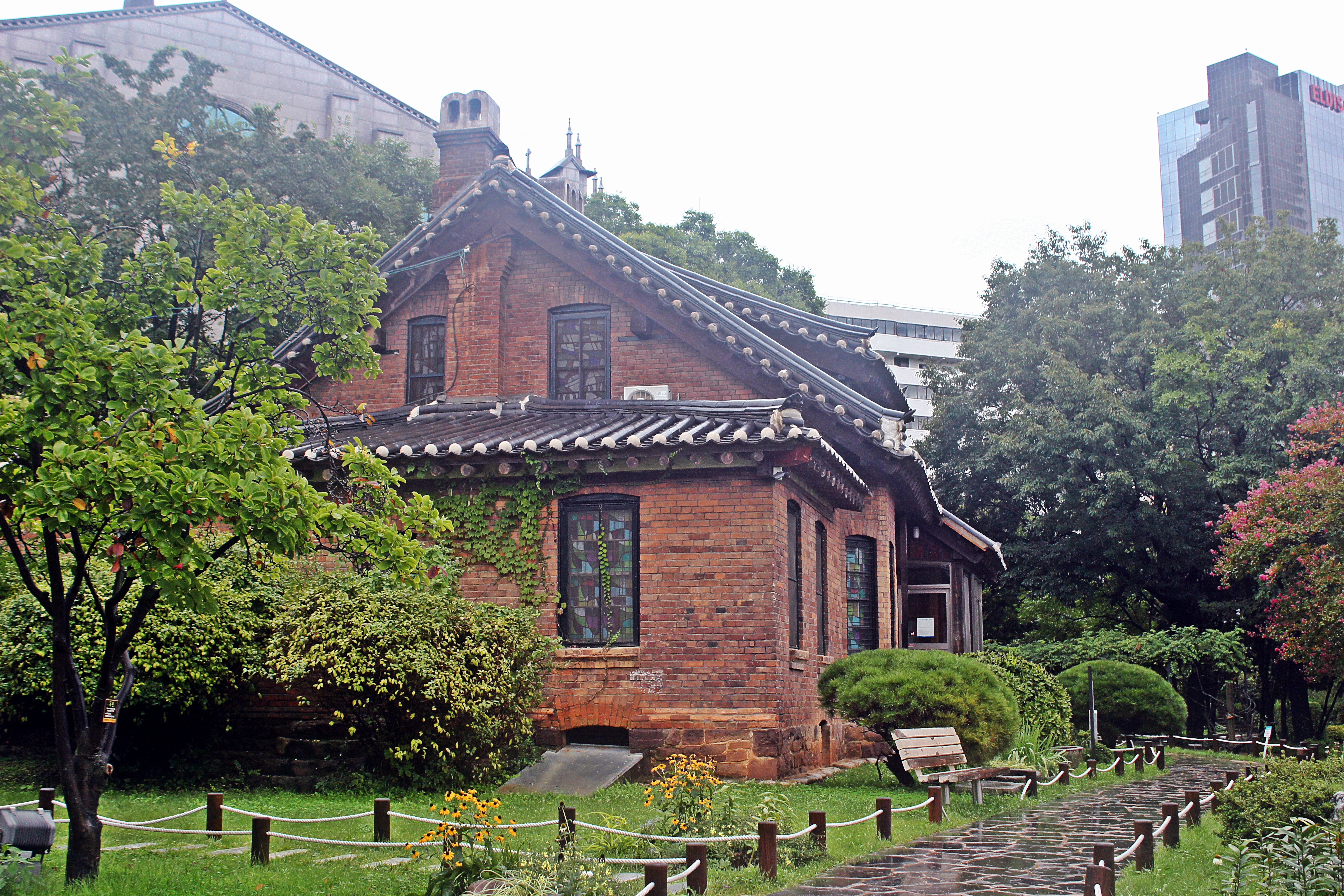
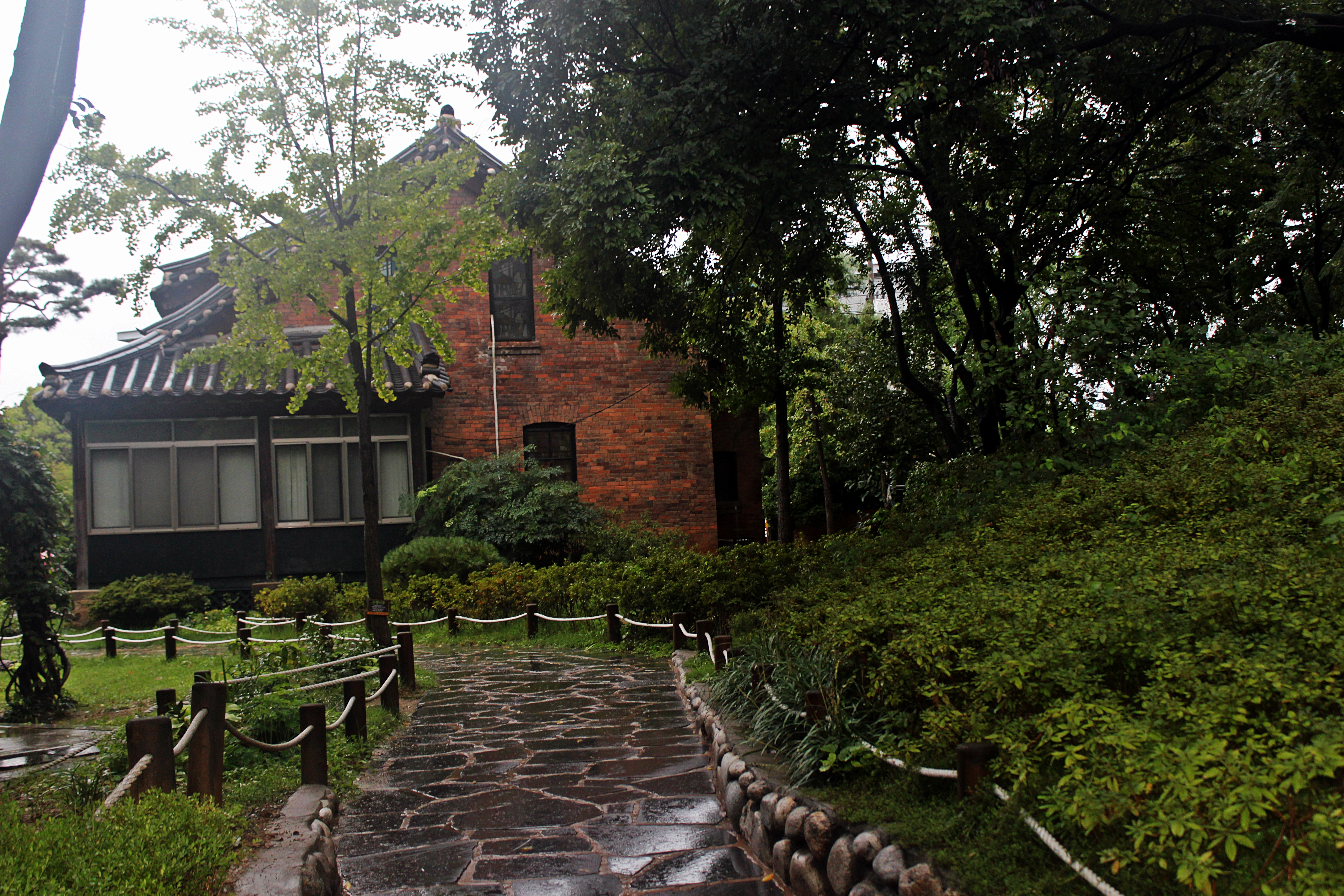

## 같이 보기
- 선교사 블레어 주택
- 선교사 챔니스 주택

## 참고 자료
- 선교사스윗즈주택 - 국가유산청 국가유산포털